# Плана на Лужњици
Плана на Лужњици (чеш. Planá nad Lužnicí) град је у Чешкој Републици. Град се налази у управној јединици Јужночешки крај, у оквиру којег припада округу Табор.

## Становништво
Према подацима о броју становника из 2014. године град је имао 3.918 становника.